# Сборная Греции по бейсболу
Сборная Греции по бейсболу — сборная, представляющая Грецию на международных соревнованиях по бейсболу. Основана в 1999 году.  Одновременно с Кипром.
Греция занимает 8 место в Европейском и 26 место в Мировом рейтингах. Вице-чемпионы Европы 2003 года.

## Результаты
Олимпийские игры
| Год  | Место |
| ---- | ----- |
| 2004 | 7-е   |

Чемпионат Европы по бейсболу
- 2003:
- 2005: 9-е
- 2010: 4-е
- 2012: 7-е
- 2014: 10-е
- 2014: 10-е
- 2016: 11-е

Чемпионат мира по бейсболу
- 2011: 16-е